# Chelativorans multitrophicus
Chelativorans multitrophicus ist ein Bakterium. Es wurde zusammen mit Chelativorans oligotrophicus 2010 entdeckt und wissenschaftlich beschrieben. Es könnte für den Abbau von Ethylendiamintetraessigsäure (EDTA), eine in der Industrie vielseitig eingesetzte Verbindung, genutzt werden.

## Merkmale
Die Zellen von Chelativorans oligotrophicus sind stäbchenförmig und kommen häufig paarweise vor. Sporen werden nicht gebildet.
Flagellen sind nicht vorhanden, das Bakterium ist nicht beweglich.

## Stoffwechsel und Wachstum
Die Art ist streng aerob, der Stoffwechsel ist die Atmung mit Sauerstoff als finalen Elektronenakzeptor.
Der optimale pH-Wert liegt zwischen 6,5 und 7,5. Die optimale Temperatur für das Wachstum liegt zwischen 25 und 35 °C. Der Oxidase- und Katalase-Test verläuft positiv.
Das wichtigste Chinon ist Ubichinon-10. Zu den vorherrschenden polaren Lipiden zählen u. a. Phosphatidylcholin (PC), Phosphatidylglycerin (PG) und Diphosphatidylglycerin (DPG). Das wichtigste Polyamin ist Sym-Homospermidin, auch geringe Mengen an Spermidin und Putrescin wurden nachgewiesen. Zu den wichtigsten Fettsäuren zählen u. a. C18:1 ω7c und C18:1 ω8c.
Der GC-Gehalt der DNA liegt zwischen 60,8 und 64,3. Die Gram-Färbung verläuft negativ.
Chelativorans oligotrophicus wächst u. a. auf Acetat, Fumarat, Glucose, Glutamat, Lactat und Succinat als einzige Kohlenstoff- und Energiequellen. Das Bakterium kann außerdem verschiedene Chelate zum Wachstum nutzen. Hierzu zählen z. B. Ethylendiamintetraessigsäure (EDTA) und  Ethylendiamindisuccinat (Ethylendiamindibernsteinsäure, abgekürzt EDDS). Es handelt sich um organische Verbindungen, die mit Metallen Komplexe bilden können, sogenannte Chelatkomplex-Bildner.

## Etymologie
Der Gattungsname Chelativorans deutet auf die Fähigkeit hin, Metallchelate verwerten zu können (lat. vorans, verschlingend). Die zuerst beschriebenen Arten Chelativorans multitrophicus und Chelativorans oligotrophicus können Chelatverbindungen wie Ethylendiamintetraessigsäure (EDTA) abbauen. Der Artname C. multitrophicus bezieht sich auf seine Fähigkeit, viele verschiedene Nährstoffe zu nutzen.

## Systematik
Die Art Chelativorans multitrophicus wurde 2010 von Nina V. Doronina und Mitarbeitern eingeführt. Die Gattung Chelativorans zählt zu der Familie Phyllobacteriaceae, welche zu der Ordnung Hyphomicrobiales der Proteobacteria gestellt wird.
Bei der Erstbeschreibung wurde auch die Art Chelativorans oligotrophicus eingeführt. Aufgrund von genetischen Untersuchungen wurden 2022 die beschriebenen Stämme dieser Art allerdings zu Chelativorans multitrophicus gestellt.

## Ökologie und mögliche Nutzung
Die Stämme der Erstbeschreibung von Chelativorans multitrophicus wurden aus Bodenextrakten und Belebtschlammproben aus verschiedenen Industriekläranlagen in der Schweiz isoliert.
Chelativorans multitrophicus ist in der Lage mit verschiedenen Chelatkomplexen als Kohlenstoff- und Energiequelle zu wachsen. Hierzu zählen Ethylendiamintetraessigsäure, Iminodiessigsäure und Ethylendiamindisuccinat (Ethylendiamindibernsteinsäure, abgekürzt EDDS). Chelativorans multitrophicus kann Ca2+-, Ba2+-, Mg2+-, Mn2+-, Pb2+-, Cu2+- oder Zn2+-EDTA-Komplexe abbauen, nicht jedoch Fe3+-EDTA-Komplexe.
Die Fähigkeit, mit Ethylendiamintetraessigsäure (EDTA) als Kohlenstoff- und Energiequelle zu wachsen und es abzubauen, macht Chelativorans multitrophicus zum potenziellen Kandidaten für die Entgiftung (Bioremediation) von mit EDTA belasteten Umgebungen. EDTA ist ein Chelatbildner, der häufig in industriellen Prozessen verwendet wird, aber seine Anreicherung in der Umwelt kann aufgrund seiner potenziellen Mobilisierung von toxischen Metallionen zu Problemen führen. Es wird in vielen verschiedenen Bereichen eingesetzt, u. a. in der Foto- und Galvanikindustrie, in der Textil- und Papierherstellung, zur Dekontaminierung von Kernkraftwerken, als Bestandteil von Industriereinigern und als Zusatzstoff in Kosmetika und Lebensmitteln.
Auch das Bakterium Chelatococcus asaccharovorans (in der Systematik zur gleichen Ordnung wie Chelativorans zählend) und einige andere Arten sind in der Lage, Chelate abzubauen.